# Симочкин, Василий Яковлевич
Васи́лий Я́ковлевич Си́мочкин (1895, с. Вельяминово, Орловская губерния — 10 марта 1939, Москва) — советский партийно-государственный деятель. Входил в состав особой тройки НКВД СССР.

## Биография
В 1916 году вступил в РСДРП (б). Работал на шахтах Енакиево.
Участник Гражданской войны, был комиссаром полка. После окончания войны учился на рабфаке, курсах марксизма-ленинизма.
В 1935—1937 — первый секретарь Краснопресненского райкома ВКП (б) в Москве.
В августе 1937 года назначен первым секретарем Ивановского обкома компартии. Этот период отмечен вхождением в состав особой тройки, созданной по приказу НКВД СССР от 30.07.1937 № 00447 и активным участием в сталинских репрессиях.
Избирался депутатом Верховного Совета СССР 1 созыва (12.12.1937).

## Завершающий этап
26 ноября 1938 по обвинению в участии в контрреволюционной террористической организации был арестован сотрудниками НКВД.

«Раз Сталин звонит мне и говорит: „Мы Симочкина у вас возьмем (Сталин его знал) и выдвинем на областную работу“. И он был выдвинут в Иваново-Вознесенск, но очень скоро, не больше месяца проработав там, был арестован и расстрелян»— Н. Хрущёв. Воспоминания
Расстрелян 10 марта 1939 года. Место захоронения Новое Донское кладбище Москвы.
Реабилитирован посмертно 25 августа 1954 года.

## Награды
- орден Красного Знамени